# Mary Odencrants
Mary Odencrants, född Lagercrantz den 16 oktober 1889 i Stockholm, död den 18 oktober 1976 i Stockholm, var en svensk flickscout. Hon var dessutom aktiv inom Frälsningsarmén, Svenska kyrkan och Rädda Barnen.

## Uppväxt och familj

### Barndom och uppväxt
Mary Odencrants föddes i Stockholm som näst äldsta av totalt sju barn till Herman Lagercrantz och Hedvig Lagercrantz (född Croneborg). Båda föräldrarna var då aktiva som officerare inom den i Sverige då relativt nystartade Frälsningsarmén, fadern inom organisationens ledning och modern som en av initiativtagarna till svenska Frälsningsarméns första slumstation, på Södermalm i Stockholm.
Några år senare, 1894, flyttade familjen, nu med fyra barn, till Torpa i Södertälje. Ytterligare något senare, sedan Herman Lagercrantz av hälsoskäl begärt avsked ur Frälsningsarmén, flyttade familjen våren 1897 till Virsbo herrgård i Ramnäs socken, sedan han blivit delägare till och disponent vid Virsbo bruk. Under faderns tid som envoyé i Washington 1908–1911 bodde Mary och hennes äldre syster Eva med föräldrarna i USA.
Från 20 års ålder och ett antal år framåt deltog Mary Odencrants i sällskapslivet och umgicks med jämnåriga från bland annat familjerna von Eckermann, von Stedingk, Hamilton (adelsätter)Hamilton och af Ugglas.
Mary Odencrants beskrev senare sitt tidiga liv, med nyfrälsta föräldrar i små omständigheter i Frälsningsarmén, som ganska strikt religiös, men med humor och en närvarande, levande tro: "Det var en hel del man inte fick och inte gjorde." Herman Lagercrantz bytte karriär och inriktning flera gånger, och barnen kunde ibland tycka att de kom i andra hand efter föräldrarna.

### Äktenskap och familj
Söndagen den 15 september 1929 gifte sig Mary med läkaren och psykiatern Gerard Odencrants, son till Thor Herman Odencrants. I november 1931 föddes sonen Jan och i mars 1933 dottern Ebba.
Mary Odencrants kom att dela sin makes starka sociala engagemang för de utsatta människor som sökte vård vid hans psykiatriska mottagning. Hon kom bland annat att bli ett viktigt stöd för Majken Johansson, som gick i psykoanalys hos Gerard Odencrants för sina alkoholproblem. Majken samtalade ofta med Mary Odencrants som nyfrälst 1958, och sedan brevväxlade de under många år. När Mary gick bort 1976 skrev Majken en nekrolog i Dagens Nyheter.

## Flickscouting
Mary Odencrants kom i kontakt med flickscoutrörelsen i vuxen ålder, först indirekt genom sin redan 1914 bortgångna vän Ebba von Eckermann, Sveriges Flickors Scoutförbunds första kassaförvaltare. När Ebbas mamma, Ebba von Eckermann bjöd in flickscouterna till Södertuna 1916 fungerade Mary som värdinna vid arrangemanget.
Mötet på Södertuna väckte Marys entusiasm och hon började ta del i scoutverksamheten genom Wallinska skolans scoutförening. När så Sandströmska skolans scoutförening, där Marys yngsta syster var aktiv som flickscout, blev utan ledare, beslutade Mary sig för att bli ledare där.

### Flickscoutchef i förbundets konsolidering
Den 3 september 1923 tillträdde Mary Odencrants som Sveriges Flickors Scoutförbunds flickscoutchef. Det var då tio år sedan förbundet bildats, och förbundet hade två år av relativt stor omsättning bland de ledande personerna bakom sig, sedan Emmy Grén-Broberg avgått från posten som flickscoutchef hösten 1921. Under Mary Odencrants ledning stabiliserades, professionaliserades och konsoliderades det nationella arbetet i flickscoutförbundet. Utvecklingen beskrivs mer utförligt i artikeln om Sveriges Flickors Scoutförbund, men bland de viktigaste landvinningarna var ett mer än fördubblat medlemsantal, utgivningen av den första instruktionsboken, liksom en flickscouttidning och en ledartidning. Förbundet fick scoutgården Frustunaby, avlönad personal anställdes, det första förbundslägret arrangerades och flickscoutverksamheten utvidgades till att omfatta fler åldersgrupper.
I samband med att hon bildade familj avgick Mary Odencrants från uppdraget som flickscoutchef. Hon återkom en kort period 1935 som vice flickscoutchef, och var aktiv i Sveriges Flickors Scoutförbund långt fram i tiden, bland annat som skribent i förbundets tidning Ledarbladet.

### I ledningen för flickscouternas världsorganisation
Under åren efter första världskriget institutionaliserades det internationella samarbetet inom flickscoutrörelsen på brittiskt initiativ. Sveriges Flickors Scoutförbunds sekreterare Caroline Montgomery deltog redan i den första internationella flickscoutkonferensen i Oxford 1920. Inte minst tack vare sina goda kunskaper i engelska efter åren i Washington, fick Mary Odencrants en framträdande roll som talesperson för de skandinaviska flickscoutförbunden såväl på flickscouternas första World Camp på Foxlease i England 1924, som på den fjärde internationella flickscoutkonferensen på Camp Edith Macy i USA 1926. På den senare konferensen diskuterades bildandet av en världsorganisation för flickscouting, och när World Association of Girl Guides and Girl Scouts (WAGGGS) bildades 1928 valdes Mary Odencrants in i dess styrelse.

## Frälsningsarmé och kyrka
Mary Odencrants var aktiv i Frälsningsarméns hjälptrupper och i församlingslivet under lång tid, ofta tillsammans med sin make Gerard. I åtminstone 25 år var hon drivande i de återkommande basarerna för att samla in pengar till Frälsningsarméns sommarhem för gamla frälsningssoldater, Ekbacken. 
Utöver Frälsningsarmén var Mary även aktiv i Engelbrekts församling inom Svenska kyrkan. Utöver insamlingar predikade hon även vid aftongudstjänster och deltog under flera år i mitten av 1960-talet i arrangerandet av Kvinnornas internationella böndag.
Liksom sin make var Mary Odencrants intresserad av ockultism, och deltog även i Stockholms spiritistiska förenings gudstjänster.

## Andra föreningsengagemang
Under 1920-talet var Mary Odencrants engagerad i Rädda Barnen. Bland annat tog hon del i organisationens hjälpverksamhet i Berlin, ett projekt som sträckte sig över en stor del 1920. Som flickscoutchef undertecknade hon 1928 ett upprop för organisationen. Efter andra världskriget ledde Mary studiecirklar i den då nybildade Fredshögskolans regi. Hon hade ett långvarigt engagemang i barn- och ungdomsfrågor, som gjorde avtryck i till exempel upprop och medverkan i radioprogram.

## Personliga egenskaper
Mary Odencrants beskrivs som "en ganska stillsam person men med en stark utstrålning", en ljus person med intensiva ögon. Taktfull, vidsynt och med en förmåga att föra människor samman, är andra omdömen, och hennes varma religiositet lyfts fram, men även att mjukheten kombinerades med fasthet; Majken Johansson kallar henne sin "andliga moder" och betonar Marys "psykologiska skarpblick och strålande, andliga vitalitet".